# Grădinari (Caraș-Severin)

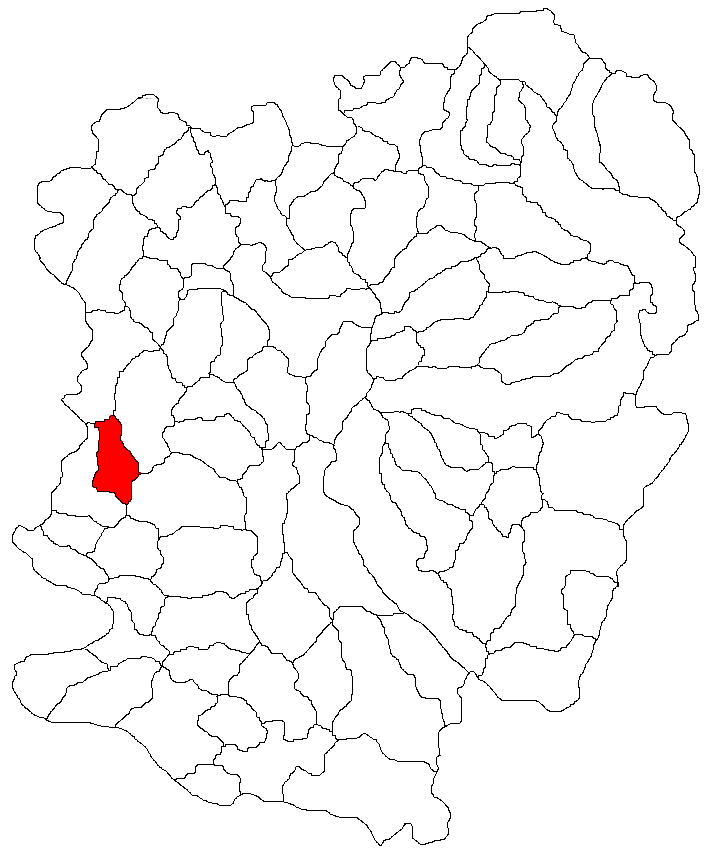
Lage der Gemeinde Grădinari im Kreis Caraș-Severin

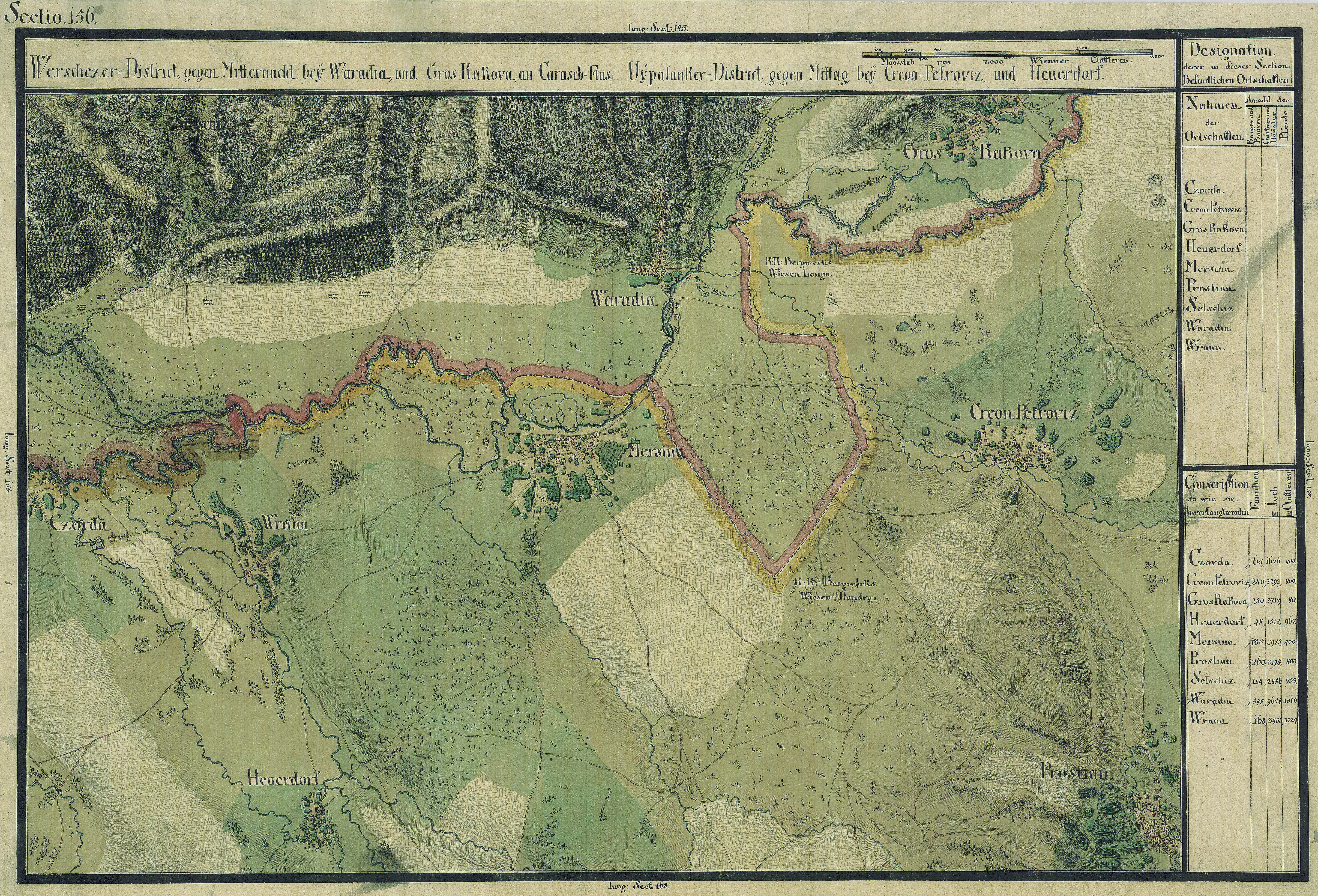
Kakova bei der Josephinischen Landaufnahme 1972

Grădinari (bis 1964 Cacova; deutsch Kakowa auch Groß-Kakowa, ungarisch Kákófalva oder auch Nagykákóva, Kákóva) ist eine Gemeinde im Kreis Caraș-Severin in der Region Banat in Rumänien. Zur Gemeinde Grădinari gehört auch das Dorf Greoni.

## Geografische Lage
Grădinari liegt im Süden des Kreises Caraș-Severin, an der Nationalstraße DN57 Moravița–Oravița, 11 km nordwestlich von Oravița.

## Nachbarorte
| Comorăște | Forotic                                     | Ticvaniu Mare |
| Serbien   | Kompassrose, die auf Nachbargemeinden zeigt | Ticvaniu Mic  |
| Vărădia   | Greoni                                      | Răchitova     |

## Geschichte
Die Ortschaft wurde auf der Mercy-Karte von 1723 unter der Ortsbezeichnung Kakova erstmals urkundlich erwähnt, als der Ort zu dem Distrikt Werschetz gehörte.
Um 1780 verließen viele Bewohner das Dorf und ließen sich in der Gegend um Alibunar nieder. Im 18. Jahrhundert war Kakova direkt der Wiener Hofkammer unterstellt. 1855 wurde die Domäne von der Österreichisch-ungarischen Staatseisenbahngesellschaft (StEG) aufgekauft.
Am 19. Mai 1858 fiel der Kakova-Meteorit in der Gegend von Cacova/Comoraste und wurde dabei von 4 Schäfern beobachtet und 8 cm tief in der Schafweide steckend noch heiß gefunden. Der 580 g schwere Stein wurde von Wilhelm von Haidinger, dem Direktor des geologischen Instituts in Wien, untersucht und nach Wien gebracht. Heute befindet sich der Meteorit im Naturhistorischen Museum Wien.
Nach dem Österreichisch-Ungarischen Ausgleich (1867) wurde das Banat dem Königreich Ungarn innerhalb der Doppelmonarchie Österreich-Ungarn angegliedert.
Im ersten Jahrzehnt des 20. Jahrhunderts fand das Gesetz zur Magyarisierung der Ortsnamen (Ga. 4/1898) Anwendung, einschließlich der Magyarisierung aller Toponyme auf Kartenwerken, Grundbuchauszügen und Stadtplänen. Die amtliche Ortsbezeichnung war Kákóva. Die ungarischen Ortsbezeichnungen blieben bis zur Verwaltungsreform von 1923 im Königreich Rumänien gültig, als die rumänischen Ortsbezeichnungen eingeführt wurden.
Der Vertrag von Trianon am 4. Juni 1920 hatte die Dreiteilung des Banats zur Folge, wodurch Cacova an das Königreich Rumänien fiel. Bis 1964 hieß der Ort Cacova. Seit 1964 ist Grădinari (rumän. Garten) die amtliche Ortsbezeichnung.

## Bevölkerungsentwicklung
| 1880 | 3672 | 3519 | 20 | 107 | 26             |
| 1910 | 3717 | 3421 | 45 | 166 | 85             |
| 1930 | 2987 | 2730 | 18 | 117 | 122            |
| 1977 | 2395 | 2214 | 14 | 7   | 160            |
| 2002 | 2199 | 1916 | 9  | 6   | 268            |
| 2021 | 1764 | 1481 | -  | -   | 283 (185 Roma) |

## Bildergalerie

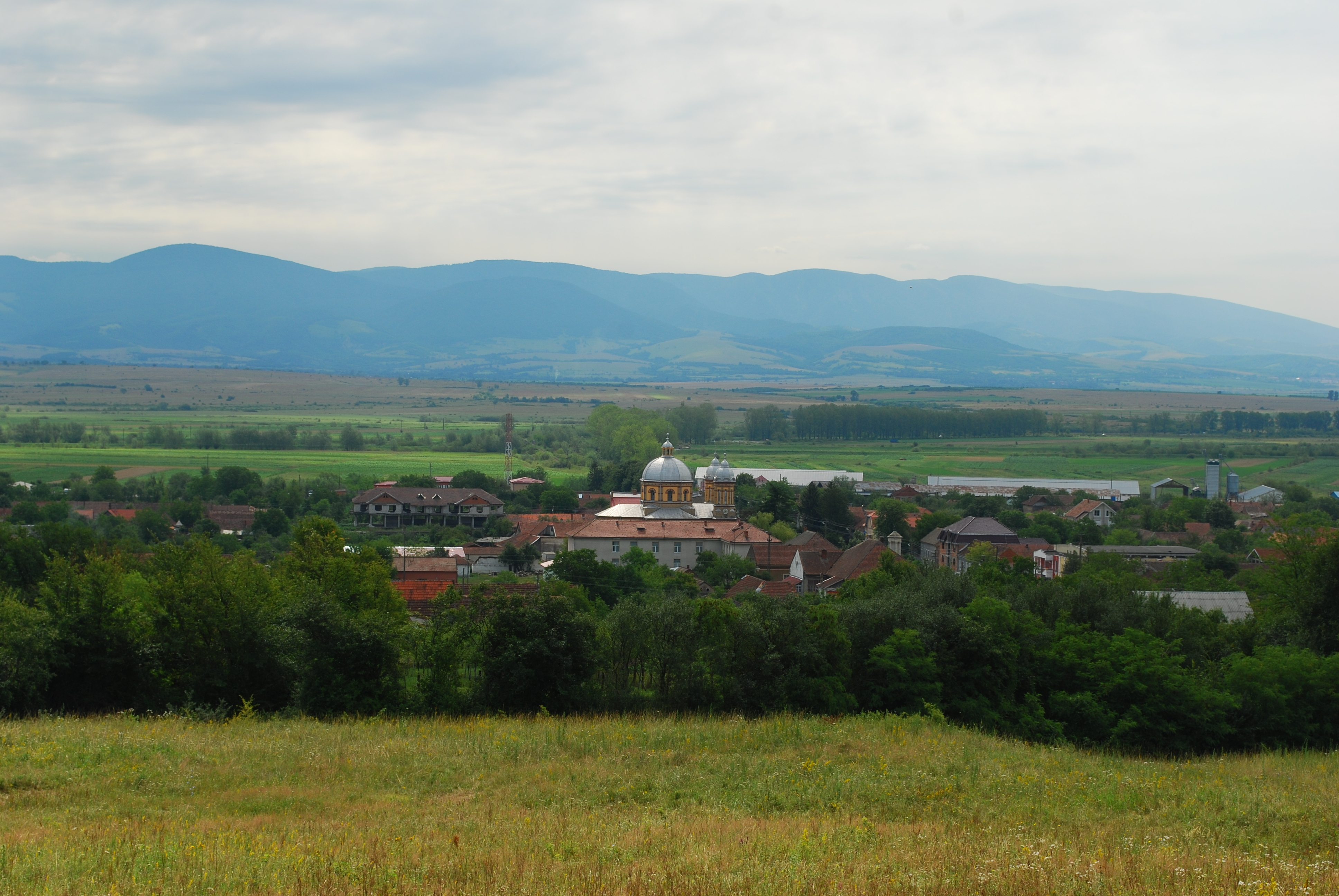
Grădinari, Dorfansicht
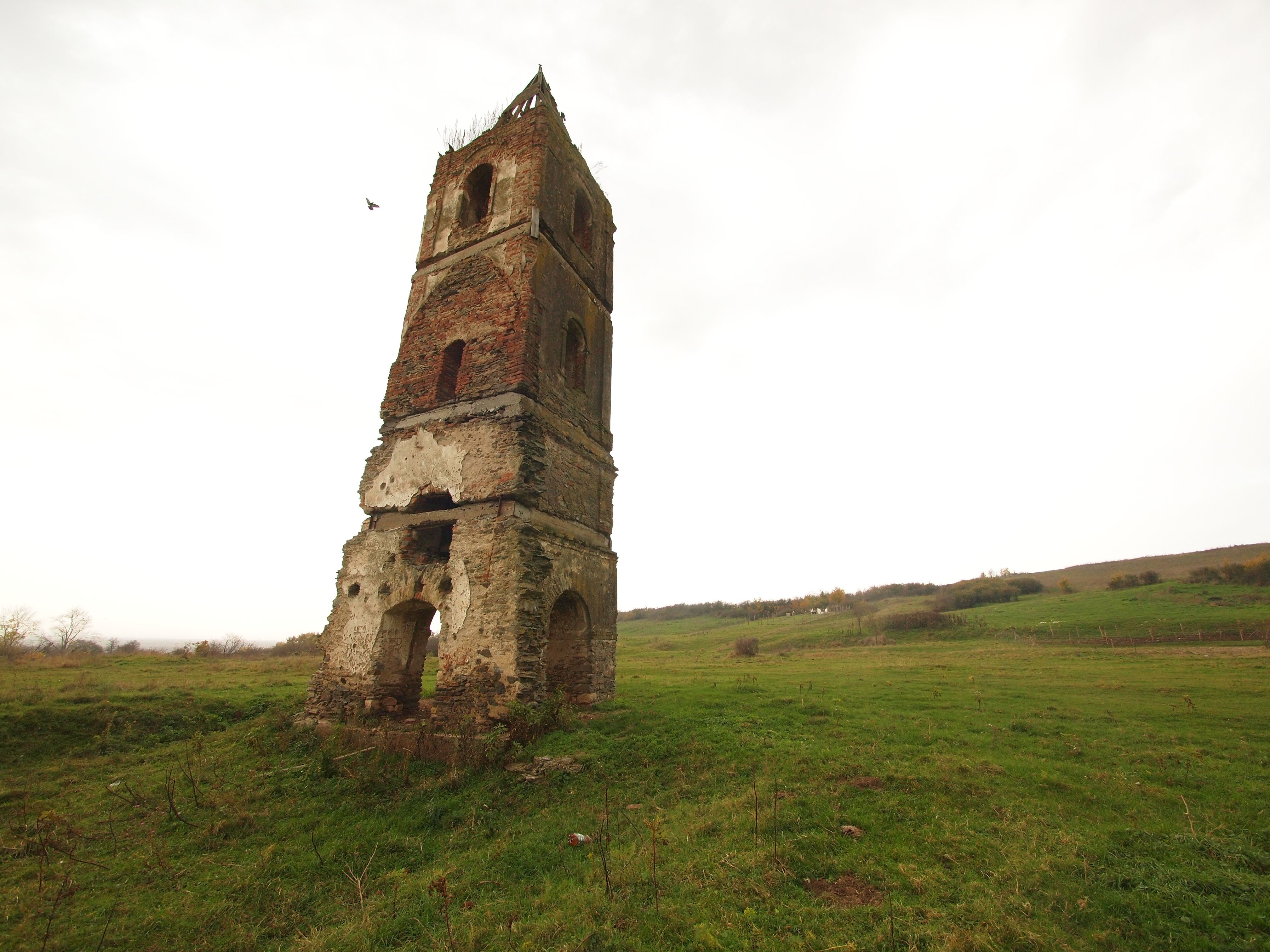
Alter Kirchturm auf dem Hügel